# Communauté andine
Pour les articles homonymes, voir CAN.
La Communauté andine (CAN ; en espagnol : Comunidad andina) est une zone d'intégration régionale regroupant la Bolivie, la Colombie, l’Équateur et le Pérou. Ce processus d'intégration a débuté avec la création du Groupe andin et la signature de l'accord de Carthagène, le 26 mai 1969. 
Ces quatre pays andins totalisent presque 100 millions d'habitants sur une superficie de 3 798 000 km2, dont le produit intérieur brut, en 2010, est estimé à 900 milliards de dollars américains.

## Nom
Une confusion apparaît régulièrement dans certains ouvrages ou documents officiels concernant le nom complet de la Communauté andine (CAN) : on peut parfois lire « Communauté andine des Nations ». Il s'agit d'une confusion avec la Communauté sud-américaine des Nations (CSN) créée en 2004 et devenue depuis l'Union des nations sud-américaines (UNASUR).

## Histoire
Le cadre de développement de la Communauté andine a été créé en 1969 avec la signature de l'accord de Carthagène. En 1973, le Venezuela est lié au Pacte andin.
Le Chili fut membre de 1969 à 1976, mais s’est retiré lors du régime militaire d'Augusto Pinochet en raison d'incompatibilités entre la politique économique du pays et l'intégration politique de la CAN. 
En 1979, un traité fut signé créant la Cour andine de justice, le Parlement andin et le Conseil andin des ministres des Affaires étrangères.
En 1991, les présidents ont approuvé la politique de « ciel ouvert » (libéralisation du transport aérien civil et militaire) afin d'améliorer l'intégration régionale. En 1992, le Pérou a suspendu temporairement le programme de la Libération. En 1993, la Zone de libre-échange entre la Bolivie, la Colombie, l'Équateur et le Venezuela est opérationnelle. En 1994 fut adopté le Tarif extérieur commun. En 1997, un accord est conclu avec le Pérou pour l'intégration progressive de ce pays dans la Zone de libre-échange andin.
Le Venezuela était un membre à part entière de la CAN jusqu’au 22 avril 2006, date à laquelle le Venezuela a annoncé officiellement sa décision de se retirer de la Communauté pour adhérer au Mercosur (la présence au sein des deux organismes étant incompatible). La raison invoquée est la signature d'accords de libre-échange du Pérou et de la Colombie avec les États-Unis. Cette décision est devenue effective le 29 avril 2011.
Le 20 septembre 2006, le Conseil andin des ministres des Affaires étrangères, réunis à New York approuve le rétablissement du Chili à la CAN comme membre associé.
À la mi-décembre 2006, la Bolivie présente une demande formelle d'être un membre à part entière du Mercosur, sans se retirer de la CAN. La compatibilité étant impossible, la demande fut rejetée.

## Membres
Pays membres
- Bolivie (1969)
- Colombie (1969)
- Équateur (1969)
- Pérou (1969)

Pays associés
- Argentine
- Brésil
- Paraguay
- Uruguay
- Chili

Pays observateurs
- Mexique
- Panama
- Maroc[1]

## Politique administrative et commerciale

### Organisation du Système andin d’intégration (SAI)
Il a comme finalité de permettre une meilleure coordination entre les différents membres, à la fois sur le plan financier que sur le plan politique et social.

### Principaux organismes
- Le Conseil présidentiel andin (réunion des chefs d’États)

Créé en 1991, il est l'organe suprême de l'intégration du système andin et est composé des chefs d'État des pays membres de l'accord de Carthagène. Il émet des directives qui doivent être appliqués par les autres institutions et organes. Il fonctionne comme un organisme intergouvernemental visant à coordonner les différentes volontés de chaque État membre. Il se réunit régulièrement une fois par an. La fonction du Conseil présidentiel est de définir la politique d'intégration c'est-à-dire d’orienter des actions directes sur les questions d'intérêt pour la région.
- Le Conseil andin des ministres des Affaires étrangères

Le Conseil andin des ministres des affaires étrangères est composé des ministres des affaires étrangères de chaque pays membre, de sorte qu'il fonctionne comme un type de corps ou de coordination intergouvernementale. Il est chargé des affaires étrangères, tant dans la coordination des politiques étrangères de chaque membre qui la composent que dans la politique étrangère de l'organisation internationale en tant que sujet de droit international. D'autres organes comme la Commission de la Communauté andine ont également des domaines affectés dans des domaines respectifs. Les fonctions du conseil andin des ministres des Affaires étrangères est de coordonner les politiques étrangères de chaque pays membre dans un intérêt commun, il est présent lors des forums internationaux en signant avec des pays tiers ou des organisations.
- Commission de la Communauté andine

Cette Commission est l'organisme plus étroitement réglementé dans le traité instituant la Communauté andine, l'accord de Carthagène. Il est composé de représentants plénipotentiaires nommés par les gouvernements des pays membres. Ses fonctions sont toutes liées à l'objectif de libre-échange dans la sous-région andine. Contrairement aux instances précédentes, les questions délibérées par la commission sont décidées par une majorité absolue de ses membres, et non à l'unanimité. Ce mécanisme permet une plus grande flexibilité pour parvenir à des décisions importantes. La Commission se réunit trois fois par an et la participation de chacun des membres y est obligatoire (art. 24 de l'accord de Carthagène).
- Secrétariat général de la CAN (siège à Lima au Pérou)

Créé en août 1997, il est l’organe exécutif et technique. Il a plus de pouvoirs que le Conseil de l'accord de Carthagène, qui a duré de 1969 à 1997.
- Cour de justice andine (siège à Quito en Équateur)

Créé en 1996, elle est l’organe juridictionnel, il est entré en fonction en 1999. Il fut réformé en 2001.
- Parlement andin (siège à Bogotá en Colombie)

Créé le 25 octobre 1979, il est l’assemblée législative de la communauté andine. En avril 1997, c’est l'organe délibérant de la Communauté. Le Parlement andin est composé de parlementaires nationaux de chaque pays membre, de sorte qu'ils sont élus indirectement. Le Parlement a des fonctions d’ordre consultatif plutôt qu’exécutif, il a donc un pouvoir limité au sein de la Communauté andine.

### Autres organismes
- La Corporation andine de développement
- Fonds latino-américain de réserve
- Conseil consultatif andin du travail
- Conseil consultatif andin des affaires
- Université andine Simon Bolivar
- Agence andine de la santé - Hipólito Unanue

## Politiques

### Libre circulation des marchandises
Une des principales réalisations de la CAN dans le domaine commercial est la libre circulation des marchandises d'origine andine dans le marché élargi. La Bolivie, la Colombie, l’Équateur et le Pérou ont formé une zone de libre-échange, c'est-à-dire un espace dans lequel les produits circulent librement sans payer de droits de douane.

### Libre circulation des personnes
Depuis 2003, les citoyens de la communauté andine peuvent circuler librement dans les quatre pays, sur simple présentation de leurs cartes d’identités.

### Passeport andin
Le passeport andin a été créé par la décision 504 en juillet 2001. Cette décision prévoit un modèle standard contenant des exigences minimales en termes de nomenclature harmonisée et des éléments de la sécurité. Le présent document est actuellement émis par l'Équateur, le Pérou, la Bolivie et la Colombie. Le Venezuela a également émis le Passeport andin jusqu'en 2006, année où le Venezuela se retire de la communauté andine. Par conséquent, il y a encore des citoyens vénézuéliens qui ont un modèle de ce passeport, qui restent valables jusqu'à leur date d'expiration respectives.

## Sources
- (es) Cet article est partiellement ou en totalité issu de l’article de Wikipédia en espagnol intitulé « Comunidad Andina » (voir la liste des auteurs).

## Compléments